# 李继周 (明朝)
李继周（？—1621年），字汝輔，號斗冲，江西南昌人，明朝政治人物。同进士出身。

## 生平
萬曆三十二年（1604年）甲辰科進士。官直隸上海县知县。累官四川副使。天啟元年（1621年），四川土司奢崇明反叛，殺巡撫徐可求。孫好古大罵諸叛，被殺。道臣駱日升、孫好古，知府章文炳，同知王世科、熊嗣先，推官王三宅，知縣段高選，總兵黃守魁、王守忠，參將萬金、王登爵等皆死。

## 延伸阅读
[在维基数据编辑]